# Alfredo Ábalos
Alfredo Omar Ábalos (* 17. März 1986 in General Las Heras) ist ein argentinischer Fußballspieler, der auf der Position eines Mittelfeldspielers eingesetzt wird.

## Karriere
Ábalos begann seine Karriere als Stürmer bei Santamarina, bevor ihn Trainer Fabián Nardozza zum CA Acassuso holte. Dort überzeugte er mit sieben Toren und wechselte 2011 zum CA Platense, wo er trotz geringer Toranzahl ein wichtiger Spieler wurde. 2012 ging er zu Nueva Chicago in die Primera B Nacional, kam aber durch Trainerwechsel weniger zum Einsatz. Nach seiner Rückkehr zum CA Acassuso wechselte er 2014 zu Barracas Central. Ende 2015 begann seine Auslandskarriere bei Curicó Unido in Chile, Ábalos wurde dort 2016 bester Spieler der Primera B und schaffte mit dem Team den Aufstieg. In der ersten Liga wurde er bester Torjäger seines Teams. Seine Leistungen führten ihn 2018 zu Deportes Temuco, mit dem er in der Copa Sudamericana antrat. Trotz internationalem Erfolg stieg der Verein national ab. Ábalos blieb bis Ende 2019.
Ab 2020 spielte er für Rangers de Talca, wurde trotz Verletzungen Torschützenkönig, in die Elf des Jahres gewählt und verlängerte seinen Vertrag mehrmals. Nach fünf Jahren wechselte er Anfang 2025 zum Ligakonkurrenten San Marcos.

### Erfolge
Curicó Unido
- Chilenischer Zweitligameister: 2016/17